# Salvador Flores
Salvador Flores (1906) è stato un calciatore paraguaiano, di ruolo difensore.

## Biografia
Durante la sua carriera ha giocato nella squadra Cerro Porteño, uno dei club più popolari del campionato paraguaiano. È meglio conosciuto per la partecipazione alla Coppa del Mondo del 1930 in Uruguay: il paese va nel Gruppo D con gli Stati Uniti e il Belgio. La squadra finisce al 2º posto e non passano il primo turno della competizione. Inoltre ha giocato per la Coppa America nel 1929.